# فو يو انزاي
اسم العائلة هو «أنزاي».
عن العبد الذي أصبح وزيرا في الصين القديمة، «فو يو»
فو يو انزاي 安西 冬衛 هو شاعر ياباني من محافظة نارا في اليابان (24 أغسطس 1965 - 9 مارس 1898).
في عام 1920، بدأ العمل في داليان، الصين حيث أصيب بالغرغرينا وفقد ذراعه في وقت لاحق.
كان أنزاي أحد الآباء المؤسسين لمجلة شي لشيرون (أو الشعر والشاعرية). نشر العديد من المختارات، بما في ذلك قوكن ماري (البارجة ماري) واجيا نو كانكو (سولت ليك آسيا). وأعمال أخرى من قبل أنزاي: داتان كايكيو لتشو (الفراشات ومضيق المنغولي 1947) وتوغيوشي زاسيرو (الماتادور الجالس 1949).